# Ninguno Las Ladrilleras
Ninguno Las Ladrilleras är en ort i Mexiko.   Den ligger i kommunen León och delstaten Guanajuato, i den centrala delen av landet, 300 km nordväst om huvudstaden Mexico City. Ninguno Las Ladrilleras ligger 1 877 meter över havet och antalet invånare är 146.
Terrängen runt Ninguno Las Ladrilleras är kuperad norrut, men söderut är den platt. Ninguno Las Ladrilleras ligger nere i en dal. Runt Ninguno Las Ladrilleras är det mycket tätbefolkat, med 1 313 invånare per kvadratkilometer. Närmaste större samhälle är León de los Aldama, 9,6 km söder om Ninguno Las Ladrilleras. Runt Ninguno Las Ladrilleras är det i huvudsak tätbebyggt.